# Clé en croix

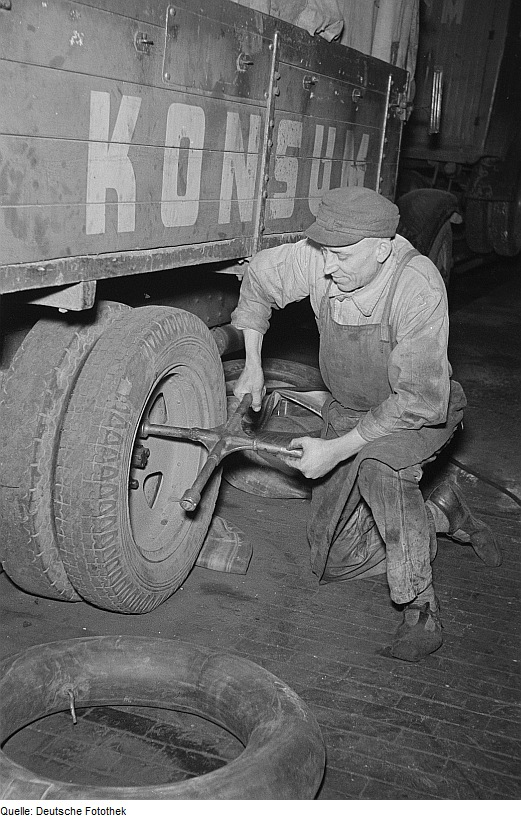
Mécanicien automobile pendant le montage d'un pneu de camion, 1952

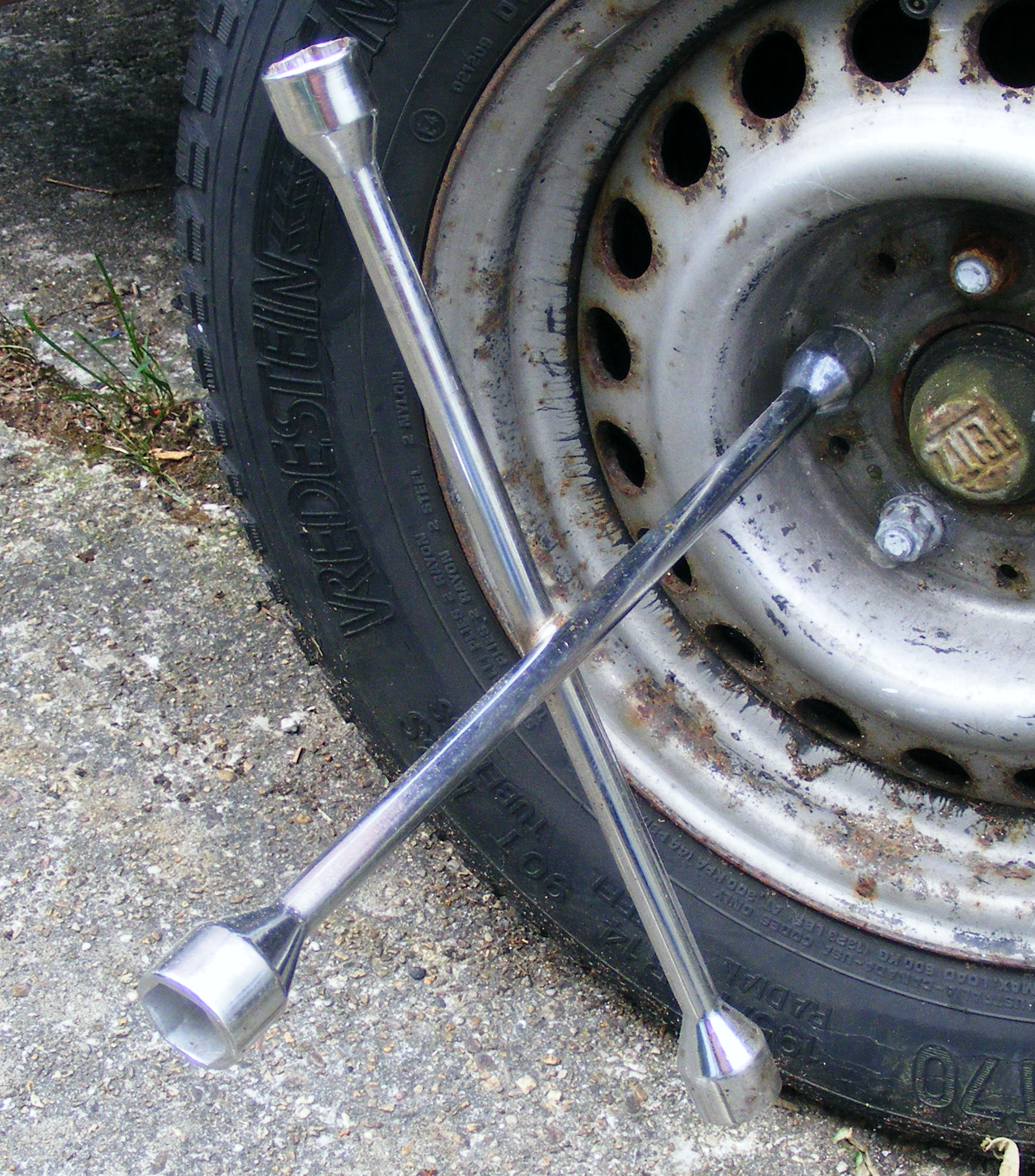
Une clef en croix

Une clé en croix, souvent simplement appelée « croix », est un outil composé de quatre clés en tube, utilisé pour le serrage et le desserrage des écrous de roues d'automobile. Les quatre embouts sont de tailles différentes afin de s'adapter à plusieurs types de voitures, américaine, européenne et japonaise. Un des standards pour les voitures est au moins 17 mm / 19 mm / 21 mm.
Parfois, une des extrémités comporte un embout de clé à douille destiné à recevoir d'autres jeux d'embouts.
La soudure du centre de la croix est renforcée pour éviter la rupture lors de l'effort de serrage. Le desserrage peut parfois s'exercer avec le pied mais généralement la personne pose ses mains aux deux extrémités opposées libres ou peut poser une main sur l’extrémité opposée à l'écrou s'il est nécessaire de maintenir l'outil.
La longueur des bras permet un couple plus élevé de serrage/desserrage manuel même si une roue doit plutôt être serrée à l'aide d'une clé dynamométrique qui permet de mesurer ou de limiter le couple appliqué. En effet, selon la force physique de la personne, les écrous peuvent être serrés de façon inégale introduisant du jeu dommageable au frein à disque. Par ailleurs, un serrage excessif peut entraîner la détérioration des têtes de vis, des bases d'écrou ou des filets.
Lorsqu'une roue est repositionnée, les vis doivent d'abord être serrées à la main, dans un ordre croisé, pour présenter correctement la face de support de jante et centrer les trous dans les goujons ou les vis.
Il existe aussi des clés à pneu en forme de L avec parfois un bras télescopique, composé d'une tige avec pour extrémité une douille et de l’autre un démonte-pneu.